# Mats Rots
Mats Rots (Groenlo, 11 maart 2006) is een Nederlands voetballer die onder contract ligt bij FC Twente. Vanaf januari 2025 werd hij voor een half jaar uitgeleend aan Heracles Almelo.

## Clubloopbaan
Rots genoot zijn jeugdopleiding bij de FC Twente / Heracles Academie. In 2022 tekende hij op 16-jarige leeftijd een driejarig contract bij FC Twente. Op 10 augustus 2023 maakte hij zijn officiële debuut in het eerste elftal van de club: in de Conference League-kwalificatiewedstrijd tegen Riga FC (2-0-winst) liet trainer Joseph Oosting hem in de 84e minuut invallen voor Alfons Sampsted. Een week later mocht hij in de terugwedstrijd, die Twente met 0-3 won, opnieuw invallen. Op 20 augustus 2023 maakte hij zijn debuut in de Eredivisie: op de tweede competitiespeeldag mocht hij starten tegen PEC Zwolle, een wedstrijd die Twente met 3-1 won.
Zowel in seizoen 2023/24 als in seizoen 2024/25 kreeg Rots sporadisch speeltijd in het eerste elftal van FC Twente, en speelde hij voornamelijk in de O21 van de FC Twente / Heracles Academie. In oktober 2024 verlengde hij zijn contract bij de club tot medio 2027, met een optie voor nog een jaar. In januari 2025 werd hij voor een half jaar verhuurd aan Heracles Almelo, met als doel meer speeltijd op het hoogste niveau. In zijn eerste wedstrijd, uit tegen Almere City FC, had hij een basisplaats en maakte hij zijn eerste doelpunt in de Eredivisie.

## Interlandloopbaan
Rots debuteerde in 2022 als jeugdinternational. In 2023 nam hij met Nederland O17 deel aan het EK onder 17 in Hongarije. Rots kwam er aan de aftrap in de groepswedstrijden tegen Zwitserland (2-0-nederlaag), Engeland (1-4-nederlaag) en Kroatië (1-1-gelijkspel).
In juni 2025 werd hij met Nederland O19 Europees kampioen. 

## Statistieken
| Seizoen         | Club              | Competitie      | Competitie | Competitie | Beker | Beker | Supercup | Supercup | Europees | Europees | Totaal | Totaal |
| Seizoen         | Club              | Competitie      | Wed.       | Dlp.       | Wed.  | Dlp.  | Wed.     | Dlp.     | Wed.     | Dlp.     | Wed.   | Dlp.   |
| --------------- | ----------------- | --------------- | ---------- | ---------- | ----- | ----- | -------- | -------- | -------- | -------- | ------ | ------ |
| 2023/24         | FC Twente         | Eredivisie      | 1          | 0          | 0     | 0     | —        | —        | 3        | 0        | 4      | 0      |
| 2024/25         | FC Twente         | Eredivisie      | 0          | 0          | 1     | 0     | —        | —        | 1        | 0        | 2      | 0      |
| 2024/25         | → Heracles Almelo | Eredivisie      | 15         | 1          | 2     | 1     | —        | —        | 0        | 0        | 17     | 2      |
| Carrière totaal | Carrière totaal   | Carrière totaal | 16         | 1          | 3     | 1     | 0        | 0        | 4        | 0        | 23     | 2      |

Bijgewerkt op 25 mei 2025.

## Erelijst
| EK Onder 19 | 1x | 2025 |

## Privé
Rots is de vijf jaar jongere broer van Daan Rots, die in 2021 zijn officiële debuut maakte in het eerste elftal van FC Twente.